# Abdul Kabir
Mohammed Abdul Kabir es un político, alto miembro de los líderes talibanes y primer ministro interino de Afganistán desde el 17 de mayo de 2023hasta el 17 de julio de 2023. Anteriormente fue primer ministro interino de Afganistán desde el 16 de abril de 2001 hasta 13 de noviembre de 2001, y el tercer vice primer ministro interino de Asuntos políticos de Afganistán del 4 de octubre de 2021 al 17 de mayo de 2023.
La Organización de las Naciones Unidas informa que fue segundo adjunto del Consejo de ministros de los talibanes; gobernador de la provincia de Nangarjar; y jefe de la Zona Este. La ONU también ha informado que Kabir nació entre 1958 y 1963 en Paktiyá, Afganistán, que pertenece a la tribu Zadran y participa activamente en operaciones terroristas en el este de Afganistán.

## Carrera
En abril de 2002, Abdul Razzak le dijo a Associated Press que se creía que Kabir huyó de Nangarjar a Paktiyá, junto con Ahmed Khadr.
La agencia de noticias china Xinhua informó que Abdul Kabir fue capturado en Nowshera, Pakistán, el 16 de julio de 2005, junto a su hermano Abdul Aziz, el Mulá Abdul Qadeer, Mullah Abdul Haq y un quinto miembro anónimo del liderazgo talibán.
El 19 de julio de 2006, el congresista de los Estados Unidos, Roscoe G. Bartlett, incluyó a Abdul Kabir en una lista de ex presuntos terroristas que el gobierno de los Estados Unidos ya no considera una amenaza.
A pesar de estos informes, funcionarios de inteligencia citados en Asia Times indicaron que Kabir y otros altos líderes talibanes podrían haber estado en Waziristán del Norte, Pakistán, durante el Ramadán de 2007, planeando una ofensiva en el sureste de Afganistán.
Xinhua informó el 21 de octubre de 2007, citando un relato del Daily Afganistán, que Abdul Kabir había sido nombrado comandante en las provincias de Nangarjar, Lagmán, Kunar y Nooristan.
Un informe del 21 de febrero de 2010 indicó que Kabir fue capturado en Pakistán como resultado de la inteligencia recopilada del mulá Abdul Ghani Baradar, quien fue detenido a principios de mes. Kabir fue puesto en libertad más tarde.